# 엄사중앙로
엄사중앙로는 계룡시 엄사면 엄사삼거리에서 시작하여 계룡시 엄사면 삼진삼거리를 있는 도로이다.
교차도로: 계룡대로,번영로,계백로